# Rakkujärvi
Rakkujärvi är en sjö i Finland. Den ligger i kommunen Taivalkoski i landskapet Norra Österbotten, i den nordöstra delen av landet, 600 km norr om huvudstaden Helsingfors. Rakkujärvi ligger 235,2 meter över havet. Arean är 42,9 hektar och strandlinjen är 3,31 kilometer lång. Sjön  ingår i Ijo älvs huvudavrinningsområde. 